# Poul Holck
Poul Holck (født 1939 i København, død 2002 i Virum) var en dansk tegner, der arbejde som bladtegner på bl.a. dagbladet Politiken og på den satiriske årbog Blæksprutten.
Poul Holck blev uddannet på Kunsthåndværkerskolen og blev i 1960 ansat ved Politiken. I 1967 indledte han samarbejde med Blæksprutten.
Udover arbejdet som illustrator og tegner bidrog han også til DRs tv-satireserier Hov-hov (1968-70) og Uha-uha (1972-74).
Poul Holcks arbejder kan opleves på Museet for Dansk Bladtegning